# Momoland
Momoland (en coréen : 모모랜드) est un girl group sud-coréen créé par MLD Entertainment à travers le survival show Finding Momoland en 2016,. Les gagnantes de cette émission : Hyebin, Yeonwoo, Jane, Nayun, JooE, Ahin et Nancy sont devenues les 7 membres du groupe. Le groupe a débuté le 10 novembre 2016 avec l'EP Welcome to Momoland. Le 10 avril 2017, Momoland a accueilli deux nouveaux membres, Daisy (éliminée de Finding Momoland) et Taeha,. Le 29 novembre 2019, Yeonwoo et Taeha quittent le groupe.

## Histoire

### 2016-2017: Début
En juin 2016, l'émission de télé-réalité de survie diffusée sur Mnet et créée par MLD Entertainment, Finding Momoland fut lancée. À son issue, un groupe de sept membres a été formé parmi les 10 participantes, mais la mission finale ne pouvant rassembler 3 000 spectateurs, leur début officiel fut reporté,.
La première représentation du groupe a lieu le 9 novembre 2016. La sortie de leur premier EP Welcome to Momoland se fera le jour suivant, le 10 novembre. Le mini-album fut réalisé grâce aux donations de fans. Du 12 au 16 décembre 2017, les membres de Momoland, nommées ambassadrices des relations publiques de International Relief Development de l'ONG Plan Corée en octobre, se sont portées volontaires au village de Phuc Luong à Thái Nguyên, au Viêt Nam afin d'encourager des étudiants à participer à la construction d'un service de jardin d'enfants. Le 27 décembre, le groupe à l'exception de Yeonwoo, ayant cessé de travailler en raison de douleurs de dos, assiste à SBS Gayo Daejeon.
Le 28 mars 2017 , il a été annoncé que Daisy et Taeha rejoindraient le groupe, portant le groupe à neuf membres. En avril 2017, le groupe sort le single digital Wonderful Love et le 22 août, leur deuxième mini-album Freeze! sort,.

### 2018-présent: Succès et changement de la composition du groupe
Le 3 janvier 2018, les Momoland reviennent avec leur troisième EP Great! ayant Bboom Bboom pour titre principal. Le même mois, le groupe Serebro accuse Momoland de plagiat, pointant les ressemblances que le titre Bboom Bboom possèderait avec leur chanson Mi Mi Mi. Le compositeur de Bboom Bboom, Shinsadong Tiger, nie les allégations en soulignant que : "la ligne de basse [est] souvent entendue dans les genres de house rétro ou d’électro-swing, ainsi que dans les accords à quatre strophes." Du 28 février au 4 mars 2018, Momoland organise des événements promotionnels à Tokyo et Osaka. Le groupe gagne 25 000 spectateurs lors d'un événement de quatre jours au Japon. Momoland signe avec King Records et débute au Japon le 13 juin 2018, avec la version japonaise de leur chanson Bboom Bboom. Le 26 juin, le groupe sort son quatrième EP Fun to the World ayant comme piste principale Baam. Le 9 août 2018, Momoland devient le premier girl group à obtenir une certification Platine du Gaon Music Chart, pour avoir eu plus de 100 millions de téléchargements sur leur chanson Bboom Bboom.
Le 20 mars 2019, les Momoland sortent leur cinquième EP, Show Me, avec I'm So Hot pour piste principale,. Cela devient leur premier EP sans Daisy et Taeha depuis Welcome to Momoland. Le 4 septembre 2019, le groupe révèle leur premier album studio japonais intitulé Chiri Chiri, réalisé sans Daisy, Taeha et Yeonwoo. Le 4 octobre, 2019, Momoland et MLD Entertainment signent un arrangement commun avec ABS-CBN, une entreprise multimédia des Philippines. Fin 2019, MLD Entertainment annonce le départ de Yeonwoo et Taeha sur le site officiel du fan café du groupe et indique que des discussions sont en cours pour décider du futur de Daisy.
Les Momoland sortent leur premier album le 30 décembre 2019. Il est intitulé Thumbs Up et possède la piste principale du même nom.
En janvier 2020, Daisy livre une interview dans laquelle elle dit que Finding Momoland était truqué. L'émission aurait manipulé les votes et Daisy annonce que l'émission l'avait contactée après son élimination afin de lui dire de ne pas s'inquiéter et qu'il y avait un "plan" prévu. Elle indique aussi que MLD Entertainment l'avait empêché de participer aux promotions avec le groupe même après la fin de ses problèmes de santé et que son contrat pourrait être terminé lorsqu'elle aurait payé la somme de 1,1 milliard de won. En réponse à cela, MLD Entertainment publie une annonce niant toutes ces accusations et le label indique qu'il allait prendre des actions légales envers Daisy et sa mère.
Le 13 mai 2020, Daisy quitte le groupe mais reste sous MLD Entertainment. Le 15 mai, il est confirmé que Momoland reviendrait en juin,. Leur "comeback" serait un nouvel album spécial nommé Starry Night  et serait révélé le 15 juin.
Le 14 janvier 2022, les filles sortent un single en featuring avec la chanteuse Natti Natasha appelé "Yummy Yummy Love".
Le 27 janvier 2023 est annoncé que toutes les membres du groupe quittent l'agence MLD Entertainment à la suite de la résiliation de leur contrat.
Le 10 avril 2025, il est révélé que MOMOLAND a signé avec l'agence Inyeon Entertainment, confirmant leur hiatus de 2023 à 2025.

## Membres
| Nom de scène | Nom de scène | Nom de naissance    | Nom de naissance | Date de naissance | Nationalité             | Position                                                                          |
| Romanisé     | Coréen       | Romanisé            | Coréen           | Date de naissance | Nationalité             | Position                                                                          |
| ------------ | ------------ | ------------------- | ---------------- | ----------------- | ----------------------- | --------------------------------------------------------------------------------- |
| Hyebin       | 혜빈         | Lee Hye Bin         | 이혜빈           | 12 janvier 1996   | Sud-coréenne            | Leader, chanteuse, rappeuse, danseuse, unnie (la plus âgée)                       |
| Jane         | 제인         | Seong Ji Yeon       | 성지연           | 20 décembre 1997  | Sud-coréenne            | Chanteuse, danseuse principale                                                    |
| Nayun        | 나윤         | Kim Na Yun          | 김나윤           | 31 juillet 1998   | Sud-coréenne            | Chanteuse, danseuse                                                               |
| JooE         | 주이         | Lee Ju Won          | 이주원           | 18 août 1999      | Sud-coréenne            | Chanteuse secondaire, danseuse secondaire, rappeuse, centre, visage du groupe     |
| Ahin         | 아인         | Lee Ahin            | 이아인           | 27 septembre 1999 | Sud-coréenne            | Chanteuse principale, danseuse                                                    |
| Nancy        | 낸시         | Nancy Jewel Mcdonie | 낸시 맥다니      | 13 avril 2000     | Américano/ Sud-coréenne | Chanteuse secondaire, danseuse secondaire, visuel, centre, maknae (la plus jeune) |

### Anciennes membres
| Nom de scène | Nom de scène | Nom de naissance | Nom de naissance | Date de naissance | Nationalité  | Position                                              | Date de départ   |
| Romanisé     | Coréen       | Romanisé         | Coréen           | Date de naissance | Nationalité  | Position                                              | Date de départ   |
| ------------ | ------------ | ---------------- | ---------------- | ----------------- | ------------ | ----------------------------------------------------- | ---------------- |
| Yeonwoo      | 연우         | Lee Da-bin       | 이다빈           | 1er août 1996     | Sud-coréenne | Chanteuse, danse, rappeuse principale, visuel, centre | 29 novembre 2019 |
| Taeha        | 태하         | Kim Tae-ha       | 김태하           | 3 juin 1998       | Sud-coréenne | Chanteuse principale, danseuse                        | 29 novembre 2019 |
| Daisy        | 데이지       | Yu Jeong-an      | 유정안           | 22 janvier 1999   | Sud-coréenne | Chanteuse, rappeuse secondaire, danseuse principale   | 13 mai 2020      |